# Rymice (tvrz)

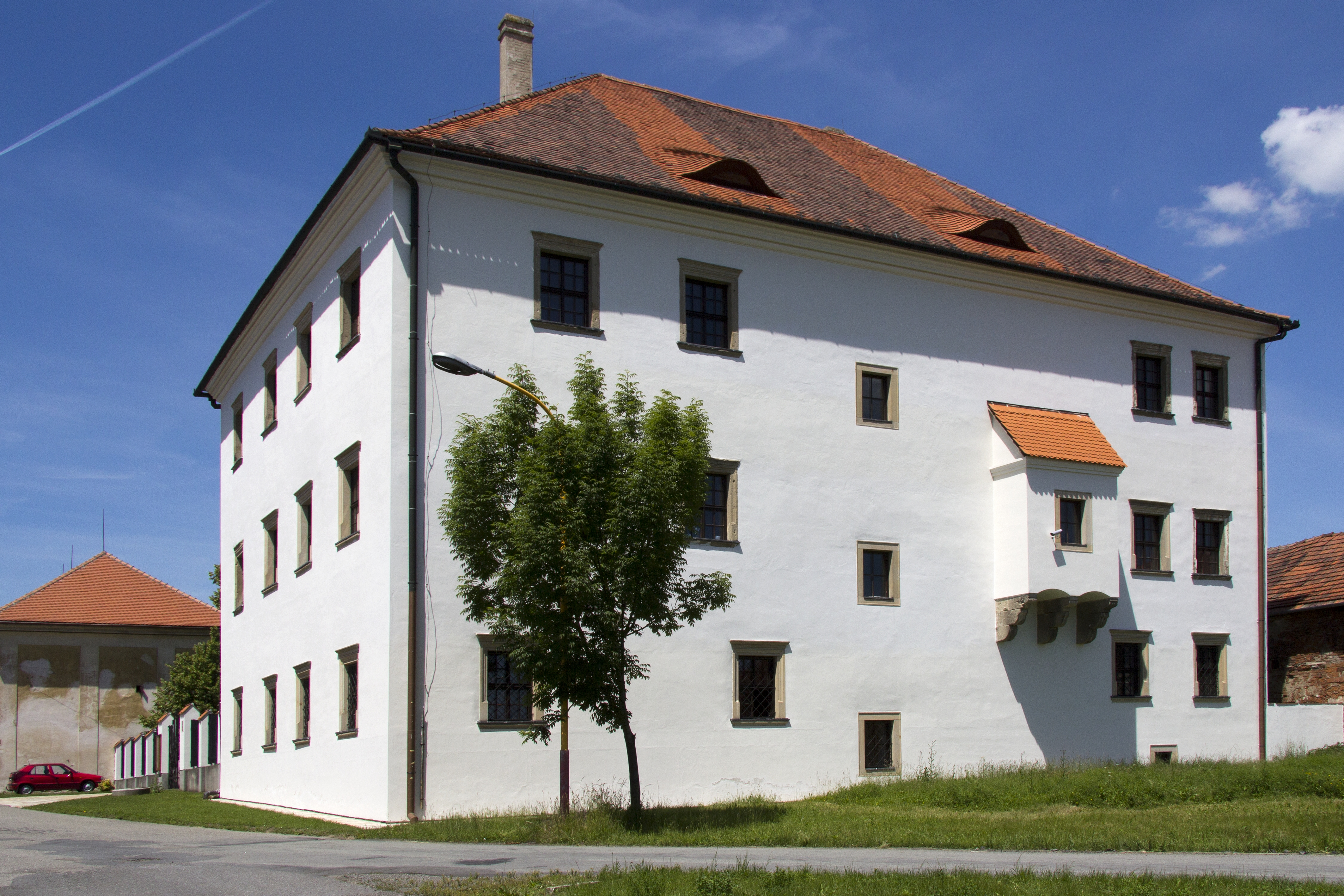
Tvrz Rymice

Rymická tvrz je dvoupatrová renesanční stavba vybudovaná na místě dřívějšího šlechtického sídla ze 14. století. Nachází se v těsné blízkosti návsi obce Rymice (Zlínský kraj, okres Kroměříž). Jejím nejznámějším majitelem byl Albrecht z Valdštejna. V současnosti se jedná o objekt patřící Zlínskému kraji a spravovaný Muzeem Kroměřížska. V okolí tvrze se nachází budovy v minulosti využívané jako hospodářské, včetně sýpky a správní budovy.

## Historie
Na místě této tvrze původně stávala její předchůdkyně, která je v historických pramenech zmiňována už v roce 1374. Ve 2. polovině 15. století však byla během česko-uherských válek pobořena. K vystavění nové tvrze se rozhodli Podstatští z Prusinovic, kterým Rymice náležely. Nová tvrz byla koncipována především jako pohodlné sídlo, nikoliv obranné. Předpokládá se, že zde mohl sídlit Prokop Podstatský z Prusinovic, který pak v roce 1546 koupil Bouzov. Po něm tvrz zdědil jeho syn Jan a následně byla v držení Janovy dcery Barbory. 
Barbora se v roce 1587 provdala za Václava Nekeše z Landeka, který vlastnil lukovské panství. Svého manžela záhy vzala na spolek na své statky Rymice, Všetuly  a Žopy. Žopy sice záhy prodali, Rymice si ovšem plánovali ponechat – jednak se zde nacházela velmi úrodná půda, ale také se jednalo o území sousedící s panstvím Víckovců, se kterými Nekešové udržovali velmi dobré vztahy.
Když Barbora zemřela, Václav se ještě dvakrát oženil. Žádných dětí se však nedočkal, takže si na císaři Rudolfovi II. vyžádal list zaručující, že může své statky odkázat komukoliv bude chtít. Václav sepsal na svou dobu poněkud neobvyklou závět – rozhodl se, že majetek odkáže své neteři Lukrécii Nekšové z Landeka, která byla dcerou jeho bratra Zikmunda. Lukrécie však zděděný majetek směla užívat jen doživotně a nesměla ho zadlužit ani rozprodat. Po její smrti měl totiž připadnout jejímu choti Arklebovi Prusinovskému z Víckova nebo mužským potomkům jeho rodu. Václav tímto svým rozhodnutím sledoval dva cíle – uchování celistvého majetku svého po meči vymírajícího rodu a také zaopatření po generace spřátelenému rodu Víckovců, kterým svým majetkem zařídí silnější pozici mezi moravskou šlechtou. Víckovci se totiž podle tohoto plánu měli v budoucnu stát pány rozsáhlého prostoru zahrnujícího panství lukovské, vsetínské, bystřické a prusinovské. Zajímavostí je, že Václav-katolík tak navzdory dobovým konvencím odkázal své statky nekatolíkům.   
Zmíněná Lukrécie byla jediným potomkem Václavova bratra Zikmunda, takže když se v dětství stala sirotkem, byla již dědičkou vsetínského panství. Jejím poručníkem byl právě strýc Václav, který ji vychovával na Lukově. Ten společně se svou rodinou také rozhodoval o tom, koho si Lukrécie vezme za muže. Při této příležitosti odmítli bezpočet nápadníků o svobodnou, mladou a bohatou dívku, a dokonce i dva z nich, kteří se přišli ucházet o její ruku s přímluvným listem od samotného císaře Rudolfa II.  
Nakonec si Lukrécie vzala za manžela Arkleba Prusinovského z Víckova. Kvůli nejistému roku jejího narození víme, že v té době měla mezi 15-17 lety, zatímco její ženich byl dvakrát starší. Daleko větší rozruch ovšem vyvolalo, že na rozdíl od Lukrécie nebyl katolík. Manželství Arkleba a Lukrécie trvalo 9 let. Když pak Arkleb zemřel, majetek po něm nezdědila jeho žena, ale bratr Vilém a synovec Jan Adam. 
V roce 1609 se Lukrécie znovu provdala. Tentokrát se jejím vyvoleným stal Albrecht z Valdštejna. O tomto sňatku svědčí pouze jedna jediná písemná zpráva – Albrechtova poznámka, kterou si vepsal do horoskopu sestaveného Janem Keplerem. Lukrécie vzala manžela na spolek na panství vsetínské, lukovské i rymické. Tímto aktem byla poprvé porušena závět Václava Nekeše. Novomanželé začali naléhat na Jana Adama z Víckova, který měl společně se svým strýcem Vilémem po smrti Lukrécie dědit její majetek, aby se nároku na toto dědictví vzdal a ke stejnému činu přemluvil i svého strýce. Jan Adam nacházející se ve špatné finanční situaci tak učinil a odměnou mu bylo 8 000 zlatých. Vzhledem k tomu, že tato částka se ani zdaleka nerovnala výši dědictví, kterého se zřekl, záhy tohoto rozhodnutí litoval. Lukrécie a Albrecht mezitím prodali ves Přílepy, která patřila k lukovskému panství. To pobouřilo Bohunku z Víckova, neteř Lukréciina prvního muže Arkleba, která celou záležitost hnala až k soudu. Jednalo se o vleklý spor, do kterého zasáhla brzká Lukréciina smrt. Lukréciin majetek tím pádem připadl Albrechtovi.
I když Albrecht v Rymicích často pobýval a dokonce se zřejmě jednalo o jeho nejoblíbenější sídlo na Moravě, jako hospodář nebyl příliš dobrý. Všechny statky, které díky Lukrécii získal, nakonec pozbyl. Novým majitelem Rymic se tak roku 1624 stal podplukovník Jakub z Bois, který je získal jako náhradu za žold. Když poté zemřel, zanechal po sobě manželku Marketu rozenou Willwartzovou, která Rymice prodala majiteli holešovského panství Zdeňkovi z Lobkovic. Od Zdeňkova syna Václava je v roce 1644 odkoupil Alexander Haugvic. Když záhy zemřel, vdova Salomena rozená Windischgrätz Rymice prodala jezuitské koleji v Olomouci za 20 000 zlatých. Po zániku jezuitského řádu připadl jejich majetek studijnímu fondu. Roku 1789  se rymický statek ocitl v dražbě. Za 77 000 zlatých ho získala majitelka holešovského panství Marie Barbora Erdödy. V roce 1810 se vnučka Marie Barbory stejného jména provdala za Eugena Wrbnu. Rok nato její babička zemřela, a tak se Rymice ocitly v držení posledního šlechtického rodu, který je vlastnil, rodu Wrbnů. Ke konci napoleonských válek sloužila tvrz jako pobočka vojenské polní nemocnice na Hradisku a ošetřovali se zde francouzští vojáci.  
Wrbnové v roce 1841 zřídili ve 2. patře tvrze cukrovarnickou manufakturu. Jednalo se o podnik Gräflich von Stockau & Wrbna'sche Zuckerfabrik in Rimnitz a jak název napovídá, jeho spoluvlastníkem byl i majitel napajedelského panství Jiří Stockau. Cukrovar však zanikl v roce 1858, protože nestačil okolním konkurenčním cukrovarům s modernějšími technologiemi. Místní Hanáci také nechtěli pěstovat cukrovou řepu, protože věřili, že jim vysiluje půdu.
Od roku 1850 byl vlastníkem Rymic Rudolf Karel Evžen Wrbna, který se projevoval jako skvělý hospodář. Roku 1884 však zemřel a jeho nehospodárný synovec Rudolf Kristián Vilém Wrbna začal rymický hospodářský dvůr pronajímat. Rudolf Kristián si totiž vzal za manželku bavorskou princeznu Elvíru a její nákladný život vyčerpal pokladnici Wrbnů natolik, že se její muž musel i zadlužit. Rymická tvrz poté chátrala, přestože byla používána jako špýchar a obydlí čeledi. Za dob 2. světové války budovu tvrze zasáhl dělostřelecký granát.  
V 50. letech sloužila tvrz zdejšímu národnímu výboru a JZD. Nacházela se zde i obecní knihovna a klubovna Československého svazu mládeže. Do budoucna se plánovalo s jejím využitím jakožto nového kulturního centra obce, na což ovšem nestačily finanční prostředky. V 70. letech v přízemí tvrze vznikly dva byty a 1. patro začalo být využíváno na sušení a uskladnění obilí. Roku 1978 přišlo vedení Muzea Kroměřížska s myšlenkou využít areál tvrze a hospodářských budov pro novou expozici o zemědělství, v roce 1983 se tedy začalo s opravou těchto budov. Po sametové revoluci tvrz připadla Ctiradu Vránovi, který v té době žil v Kanadě. Ten poté s Muzeem Kroměřížska uzavřel kupní a darovací smlouvy, díky kterým muzeum získalo tvrz i s přilehlým hospodářským dvorem. Tvrz byla po rozsáhlé rekonstrukci v roce 2006 slavnostně otevřena veřejnosti.

## Současnost
V současnosti je tvrz přístupná v rámci prohlídkového okruhu Muzea v přírodě Rymice. V přízemí se nachází expozice Brázdou času, Od kamenné sekerky k železné radlici a Obrázky z dějin Rymic. Vyšší patra budovy jsou používána jako depozitární prostory Muzea Kroměřížska. Na tvrzi se příležitostně konají různé akce, ať už veřejné (např. Vánoce na tvrzi, výstavy prací dětí z místní školy a školky), nebo soukromé (např. svatební obřady). Přízemí tvrze je možné si prohlédnout v rámci prohlídkového okruhu Muzea v přírodě Rymice od dubna do září. 